# Kia Geuraento
Der Kia Geuraento war ein mittelschwerer Lkw, den Kia Motors zwischen 1995 und 2000 als Nachfolger des Asia AM produzierte. Der Geuraento entstand in technischer Zusammenarbeit mit Hino Motors und war im Wesentlichen ein Mix aus Komponenten des Hino Ranger III+IV. So war das Chassis und das Führerhaus vom Ranger III, Die Front und das Armaturenbrett wiederum vom Ranger IV. Ebenso wie der 7,4-Liter-Dieselmotor mit 370 PS. Neben der Antriebsformel 6x4 gab es ihn auch als 8x8. Die Nutzlast betrug zunächst 11,5 Tonnen. Ab 1996 gab es ein Kipperfahrzeug, Sattelzugmaschine und Betonmischer mit jeweils 15 Tonnen Nutzlast.
1997 wurde dann eine eigens entwickelte 430-PS-Variante des in Lizenz gebauten Hino Motors ins Programm mit aufgenommen, wodurch Kia nun auch Versionen bis 23 Tonnen Nutzlast anbieten konnte. Im südkoreanischen Marktsegment für Baufahrzeuge wurde Kia dadurch Marktführer. Durch die Fusion mit der Hyundai Motor Company wurde 2000 beschlossen künftig alle Nutzfahrzeuge von Kia und Asia Motors oberhalb des Kia Bongo einzustellen oder als Hyundai zu vermarkten. Da der ursprüngliche Hino Motor die Abgasvorschriften für 2001 nicht einhalten konnte, wurde die Produktion Ende 2000 zugunsten des Hyundai Super Truck, der bis dahin ein Konkurrenzmodell war, eingestellt.